# Phryno vetula
Phryno vetula är en tvåvingeart som först beskrevs av Johann Wilhelm Meigen 1824.  Phryno vetula ingår i släktet Phryno och familjen parasitflugor. Arten har ej påträffats i Sverige. Inga underarter finns listade i Catalogue of Life.